# 谢尔盖·米哈伊洛维奇·库德里亚夫采夫
谢尔盖·米哈伊洛维奇·库德里亚夫采夫（羅馬化：Sergey Mikhaylovich Kudryavtsev；1915年—1988年）是一位苏联高级情报官员，1960年8月22日至1962年5月30日担任苏联驻古巴大使。库德里亚夫采夫不会说西班牙语，也与古巴政府没有联系。因此，亚历山大·阿列克谢耶夫在他任职期间担任他的文化顾问，前者自1959年以来一直在古巴。1962年，库德里亚夫斯特夫因公开和过度的政治活动而被菲德尔·卡斯特罗驱逐出古巴，并由阿列克谢耶夫接替其职务。